# Arp-Hansen Hotel Group
Arp-Hansen Hotel Group har siden 1961 drevet hotelvirksomhed og er i dag Københavns største hotelkæde. Arp-Hansen Hotel Group består af privatejede hoteller, der dækker cirka 21 procent af værelseskapaciteten i København. Desuden rådes der over 100 møde- og konferencelokaler samt én kongressal.
Grundstenen til Arp-Hansen Hotel Group A/S blev lagt i 1960, da murermester Alf Arp-Hansen købte Gentofte Hotel. I 1980 overtog sønnen Henning Arp-Hansen ledelsen af hotellet, og siden har virksomheden bygget og ombygget, samt købt og solgt adskillige hoteller i København.
Arp-Hansen Hotel Group har ca. 5000 værelser og suiter i København og Aarhus.

## Hoteller[3]
- 71 Nyhavn Hotel[4]
- Copenhagen Island[5]
- Copenhagen Strand[6]
- Gentofte Hotel[7]
- Hotel Imperial[8]
- Hotel Phoenix Copenhagen[9]
- The Square[10]
- Tivoli Hotel & Congress Center[11]
- Wakeup Copenhagen, Carsten Niebuhrs Gade[12]
- Wakeup Copenhagen, Borgergade[13]
- Wakeup Copenhagen, Bernstorffsgade[14]
- Wakeup Aarhus[15]
- Steel House Copenhagen[16]
- Next House Copenhagen[17]